# Elena Urlaeva
Elena Urlaeva (nacida en 1961) es una activista de derechos humanos uzbeka. Es la presidenta  de la Alianza de los Derechos Humanos de Uzbekistán. Su principal labor se enfoca en la ''documentación de la práctica de trabajos forzados en la industria del algodón." Según la BBC, "la persistente labor de Urlaeva contribuyó en una campaña internacional, que llevó finalmente a las principales marcas mundiales a sumarse al boicot del algodón uzbeko."
Urlaeva fue arrestada el 31 de mayo de 2015 en Chinoz. Human Rights Watch informó que ''la policía y los médicos sedaron a Elena Urlaeva por la fuerza, y la sometieron a investigaciones en sus cavidades corporales, exámenes de rayos x, y otros abusos"
El Solidarity Center informó que Urlaeva fue ''detenida contra su voluntad en un hospital psiquiátrico en Taskent" en mayo de 2016, "por más de un mes".
En marzo de 2017, de acuerdo a Anti-Slavery International, Urlaeva estuvo "arrestada (...), golpeada por la policía uzbeka, y detenida en una prisión psiquiátrica bajo tratamiento médico forzado" Reuters informó además que había explicado la situación de su detención en un video, días después de que tuviera prevista dar un discurso ante el Banco Mundial, la Organización Internacional del Trabajo y la Confederación Sindical Internacional.

## Premios y reconocimientos
- 2010 Premio Per Anger de derechos humanos. Otorgado por el gobierno de Suecia.[8]